# Cees Dekker

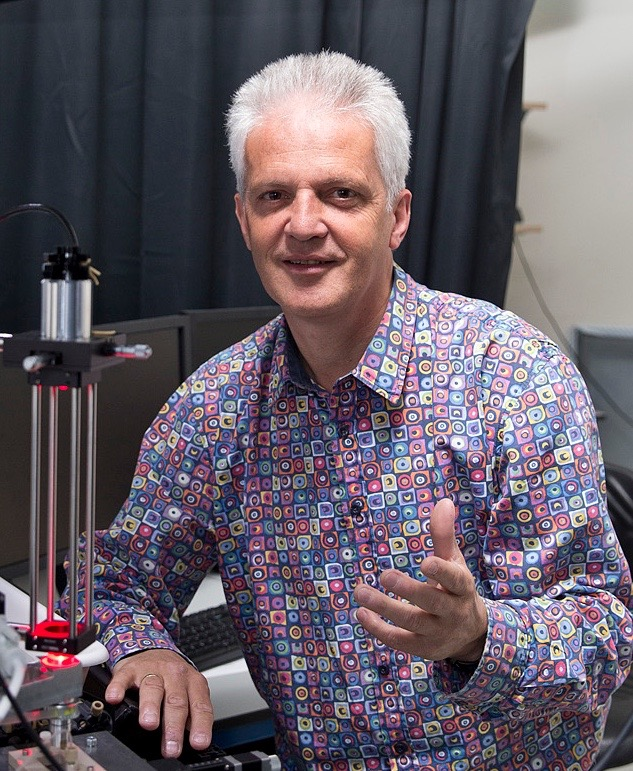
Cees Dekker

Cornelis (Cees) Dekker (geb. 7. April 1959 in Haren, NL) ist ein niederländischer Physiker und Universitätsprofessor an der Technischen Universität Delft. Seit 2010 ist er auch Direktor des Kavli Institute of Nanoscience Delft. Dekker gilt als internationaler Experte auf dem Gebiet der Nanowissenschaft.
Sein aktuelles Fachgebiet ist die molekulare Biophysik, die Schnittstelle von Physik und Biologie. Mit Hilfe der Nanotechnologie werden die Eigenschaften individueller Biomoleküle gemessen. Dekker hat in der Vergangenheit mehrere grundlegende Entdeckungen auf dem Gebiet der Kohlenstoffnanoröhre gemacht. Zeitweise war er mit diesen Arbeiten der meistzitierte Physiker der Niederlande. Heute untersucht er mit Einzelmolekültechniken die Biophysik von Molekülen in der biologischen Zelle.
Neben seiner wissenschaftlichen Arbeit gilt sein Interesse auch den Beziehungen zwischen Glaube und Wissenschaft.

## Wissenschaftliche Karriere
Dekker promovierte 1988 an der Universität Utrecht in Fachbereich Physik. Danach wurde er dort zum „Assistenzprofessor“ berufen und war zeitweise außerdem Gastwissenschaftler bei IBM Research in Yorktown Heights (USA). 1993 wechselte er an die Technische Universität Delft, er war dort ab 1999 Antoni van Leeuwenhoek-Professor (ein Lehrstuhl für exzellente junge Wissenschaftler) und wurde 2000 zum Universitätsprofessor für molekulare Biophysik berufen. 2007 wurde er Distinguished University Professor, 2010 erhielt er den neu geschaffenen Lehrstuhl für Bionanowissenschaften in Delft. Seit 2012 ist er außerdem Direktor des Kavli Instituts für Nanowissenschaften in Delft.
Dekker ist bekannt für seine sehr erfolgreiche Forschung im Bereich der Kohlenstoffnanoröhre in den neunziger Jahren. Dekkers Gruppe entdeckte viele neue grundlegende elektrische Eigenschaften dieser speziellen Moleküle. Er untersuchte auch die Verwendung dieser „Nanotubes“ in der molekularen Elektronik. Dabei fabrizierte seine Forschungsgruppe als weltweit erste einen Transistor auf der Basis eines einzigen Nanoröhrchen-Moleküls.
Seit 2000 hat Dekker sein Forschungsfeld in den Bereich Biophysik und Nanobiologie verschoben. Seine aktuelle Forschung konzentriert sich auf drei Bereiche:
- Nanolöcher zur Analyse von Biomolekülen wie z. B. DNA;
- Biophysik von Chromatin auf der Ebene von Einzelmolekülen;
- Biophysik von Bakterien und „bottom up“-Biologie.

Seine Forschungsarbeit bewegt sich immer mehr in Richtung von Synthetische Biologie bzw. synthetischen Zellen (und deren Zellteilung).
Wegen seiner großen wissenschaftlichen Verdienste wurde er 2003 zum Mitglied der Königlich Niederländischen Akademie der Wissenschaften (KNAW) gewählt, und in Folge darauf wurde er Mitglied des Institute of Physics (IOP, 2004) und der American Physical Society (APS, 2006). 2006 wurde er zum Seniorprofessor in Delft ernannt.
Für seine wissenschaftlichen Leistungen erhielt Dekker mehrfach nationale und internationale wissenschaftliche Auszeichnungen sowie Ehrendoktorwürden. 2003 erhielt er den NWO Spinoza-Preis. Dekkers Arbeit wird außergewöhnlich häufig zitiert: Etwa 3.000 Zitierungen pro Jahr, mit über 43.000 Zitierungen insgesamt. Sein H-Index ist 83 (Stand Dezember 2015). Im Jahr 2012 leitete Dekker das Forschungskonsortium „Frontiers of Nanoscience“ (Nanofront), welches von NWO und den Universitäten Delft und Leiden eine Fördersumme von 51 Millionen € erhielt. Dekker hat zweimal einen ERC Advanced Grant bekommen. 2015 erhielt Dekker einen Lifetime Achievement Award der Königlich Niederländischen Akademie der Wissenschaften, 2024 den Tel Aviv University Prize.
Seit 2017 zählt ihn Clarivate Analytics aufgrund der Zahl seiner Zitationen zu den Favoriten auf einen Nobelpreis für Physik (Clarivate Citation Laureates, früher Thomson Reuters Citation Laureates).

## Glaube und Wissenschaft
Dekker ist Christ und Mitglied einer charismatischen Freikirche in Delft. Er ist überzeugt, dass es keinen Konflikt zwischen Wissenschaft und Glauben gibt, sondern dass sie beide harmonisch in Einklang stehen. Seinen christlichen Glauben sieht er mehr als Anreiz für seine wissenschaftliche Arbeit denn als ein Hindernis. Er ist ab und zu in Fernseh-Talkshows zu sehen, in denen er mit Gleichgesinnten oder anders denkenden Gästen über seine Überzeugung spricht. Dekker hat als Redakteur und Mitautor an mehreren Büchern über Glauben und Wissenschaft mitgearbeitet. 2015 publizierte Dekker zusammen mit Corien Oranje ein Kinderbuch, in dem er eine Harmonie von Schöpfung und Evolution beschreibt.
Cees Dekker ist verheiratet und Vater von drei Kindern.

## Schriften (Auswahl)
- mit S. J. Tans, M. H. Devoret, H. Dai, A. Thess, R. E. Smalley, L. J. Geerligs: Individual single-wall carbon nanotubes as quantum wires, Nature, Band 386, 1997, S. 474–477
- mit S. J. Tans, A. R. M. Verschueren: Room-temperature transistor based on a single carbon nanotube, Nature, Band 393, 1998, S. 49–52
- mit J. W. G. Wilder, L. C. Venema, A. G. Rinzler, R. E. Smalley: Electronic structure of atomically resolved carbon nanotubes, Nature, Band 391, 1998, S. 59–62
- mit Z. Yao, H. W. C. Postma, L. Balents: Carbon nanotube intramolecular junctions, Nature, Band 402, 1999, S. 273–276
- Carbon nanotubes as molecular quantum wires, Physics Today, Band 52, 1999, S. 22–30
- mit Z. Yao, C. L. Kane: High-field electrical transport in single-wall carbon nanotubes, Phys. Rev. Lett., Band 84, 2000, S. 2941
- mit D. Porath, A. Bezyradin, S. De Vries: Direct measurement of electrical transport through DNA molecules, Nature, Band 403, 2000, S.  635–638
- mit H. W. C. Postma, T. Teepen, Z. Yao, M. Grifoni: Carbon nanotube single-electron transistors at room temperature, Science, Band 293, 2001, S. 76–79
- mit A. Bachtold, P. Hadley, T. Nakanishi: Logic circuits with carbon nanotube transistors, Science, Band 294, 2001, S. 1317–1320
- mit K. A. Williams, P. T. M. Veenhuizen, G. Beatriz, R. Eritja: Carbon nanotubes with DNA recognition, Nature, Band 420, 2002, S. 761
- mit K. Bestemann, J. O. Lee, F. G. M. Wiertz, H. A. Heering: Enzyme-coated carbon nanotubes as single-molecule biosensors, Nano Letters, Band 3, 2003, S. 727–730
- mit A. J. Storm, J. H. Chen, X. S. Ling, H. W. Zandbergen: Fabrication of solid-state nanopores with single-nanometre precision, Nature Materials, Band 2, 2003, S. 537–540
- mit D. Stein, M. Kruithof: Surface-charge-governed ion transport in nanofluidic channels, Phys. Rev. Lett., Band 93, 2004, S. 035901
- mit A. J. Storm, C. Storm, J. Chen, H. Zandbergen, J. F. Joanny: Fast DNA translocation through a solid-state nanopore, Nano Letters, Band 5, 2005, S. 1193–1197
- mit U. F. Keyser u. a.: Direct force measurements on DNA in a solid-state nanopore, Nature Physics, Band 2, 2006, S. 473–477
- Solid-state nanopores, Nature Nanotechnology, Band 2, 2007, S. 209–215
- mit G. F. Schneideu .a.: DNA translocation through graphene nanopores, Nano Letters, Band 10, 2010, S. 3163–3167
- mit A. C. Ferrari, K. S. Novoselov u. a.: Science and technology roadmap for graphene, related two-dimensional crystals, and hybrid systems, Nanoscale, Band 7, 2015, S. 4598–4810